# Вахман Ардашир
Вахман Ардашир или Бахман Ардашир, такође познат и као Форат Мешан (који се такође пише као Маишан, Маисан, Мешун и Маишан), био је древни град и под-округ у сасанидској провинцији Мешан, који се налази у данашњем јужном Ираку.

## Историја
Према двојици персијских историчара Хамзи Исфаханији и Ибн ел Факиху, први краљ Сасанидског царства Ардашир I (в. 224–242) је изградио (или обновио) Вахман Ардашир, а неки други извори попут ел Табарија, легендарном иранском краљу Кaју Бахману даје заслугу за оснивање града. Међутим, помињање овог града први пут се појављује 544. године, када је несторијански епископ Вахман Ардашира именован за митрополита. Према Ибн Хордадбеху, Вахман Ардашир,  заједно са Мешаном (под-округ названим по провинцији), Дастимешаном и Абар Кавадом су формирали четири под-округа округа по имену Шад Бахман (такође написан Вахман), који такође познат као "округ Тигра". Ушће по имену Бахманшир, познато је да потиче од имена Вахман Ардашир.
635. године, за време муслиманског освајања Персије, арапски војни заповедник Утба ибн Газвана заузео је Вахман Ардашир. Град ће касније бити укључен у побуне од стране Занџа 689-690, 695, а током висине моћи Заџа, познате као Заџнска побуна, која је трајала од 869. до 883. Током 13. века, Вахман Ардашир је уништен.